# New Lenox (Illinois)
New Lenox es una villa ubicada en el condado de Will en el estado estadounidense de Illinois. En el Censo de 2010 tenía una población de 24394 habitantes y una densidad poblacional de 600,52 personas por km².

## Geografía
New Lenox se encuentra ubicada en las coordenadas 41°30′34″N 87°58′9″O / 41.50944, -87.96917. Según la Oficina del Censo de los Estados Unidos, New Lenox tiene una superficie total de 40.62 km², de la cual 40.56 km² corresponden a tierra firme y (0.15%) 0.06 km² es agua.

## Demografía
Según el censo de 2010, había 24394 personas residiendo en New Lenox. La densidad de población era de 600,52 hab./km². De los 24394 habitantes, New Lenox estaba compuesto por el 96.22% blancos, el 0.68% eran afroamericanos, el 0.18% eran amerindios, el 0.76% eran asiáticos, el 0% eran isleños del Pacífico, el 1.02% eran de otras razas y el 1.12% pertenecían a dos o más razas. Del total de la población el 5.72% eran hispanos o latinos de cualquier raza.